# Martellidendron hornei
Espèce
Martellidendron hornei est une espèce de plantes à fleurs de la famille des Pandanaceae. Cette espèce est originaire et endémique des Seychelles. C'est un arbre qui pousse principalement dans le biome tropical humide.

## Description
Cette espèce est un arbre dressé atteignant 15 m de haut. Son tronc est droit et sa canopée étalée, semblable à un parasol, ne s'étend qu'à son sommet. Ses branches se divisent généralement en groupes de trois. Ce n'est pas un trichotomisme, mais probablement dû à la présence de trois rangées de feuilles. Le fruit multiple atteint 30 cm de diamètre, avec de grands pyrènes, chacun mesurant jusqu'à 14 cm de long et contenant une seule graine. Ils sont généralement jaunes avec une extrémité verte.
Il possède des racines échasses qui sont caractéristiques et grandes mais très serrées.

## Galerie

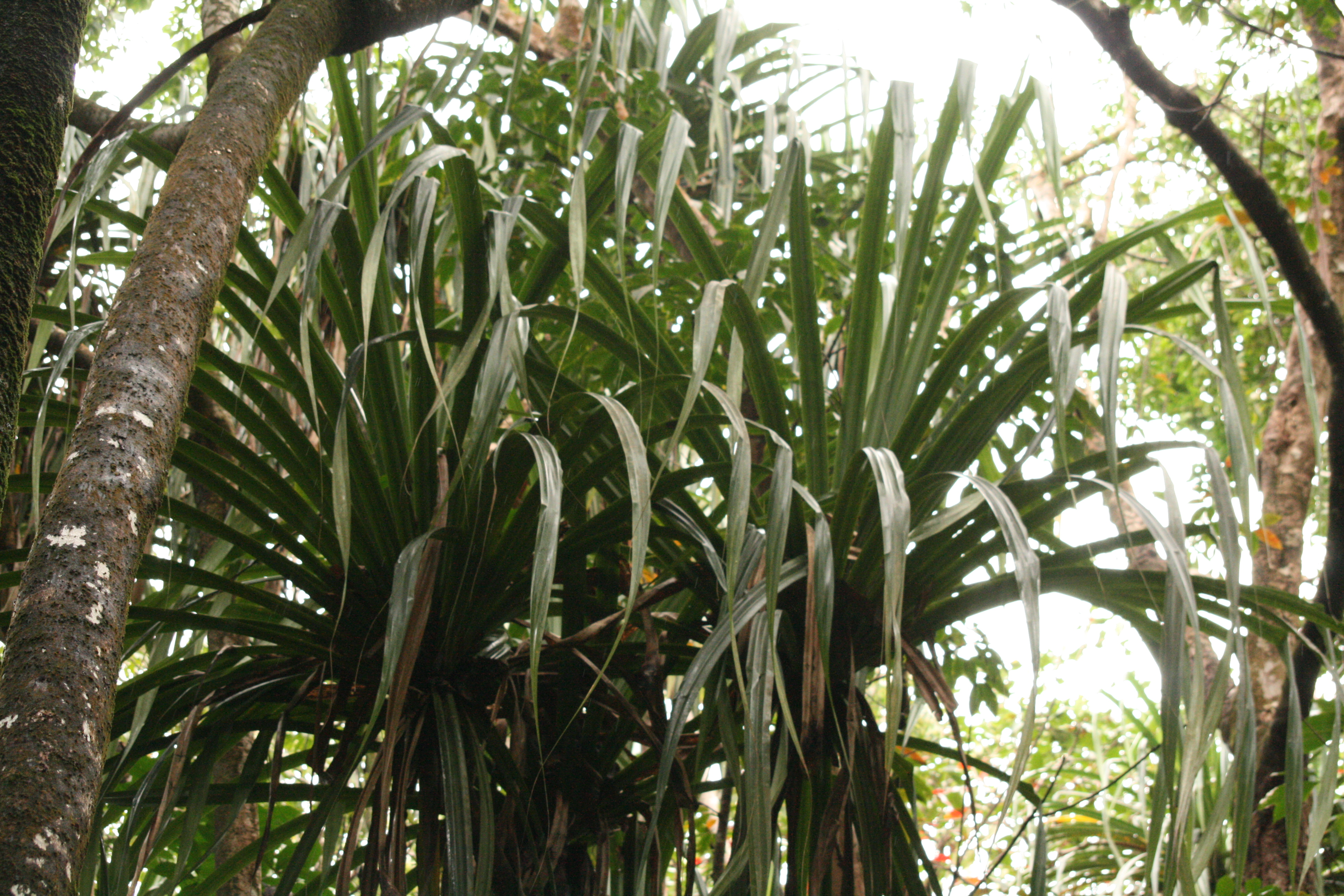
Détail de la rosace.
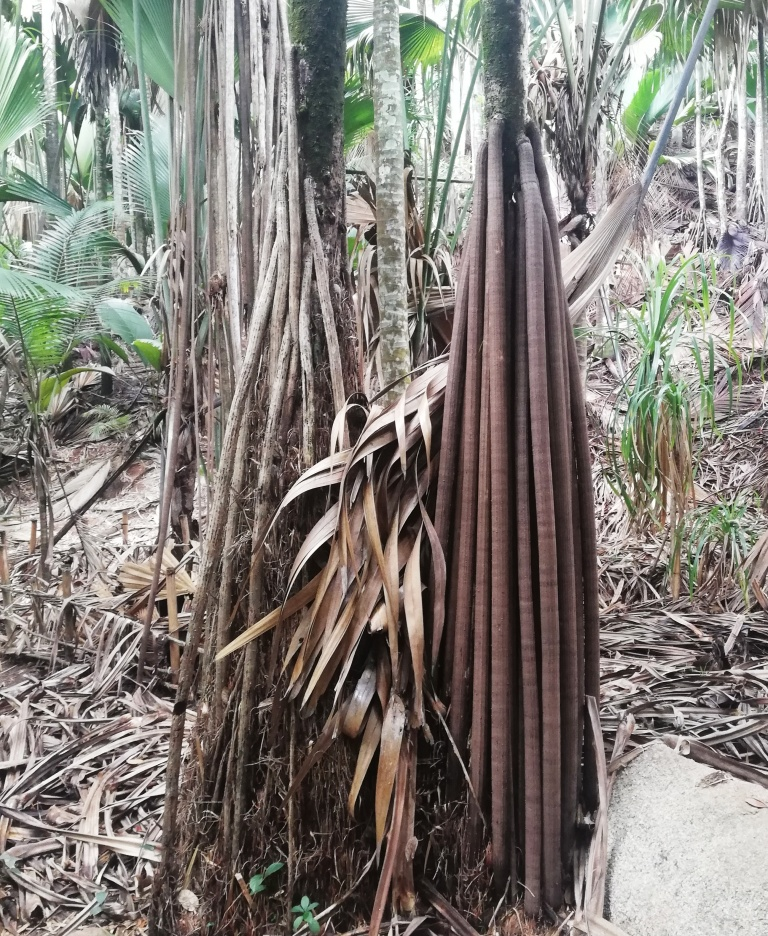
Des racines échasses serrées entre deux spécimens.

## Dénominations
Martellidendron hornei est couramment dénommé en anglais Vakwa parasol', Vacoa parasol ou Horne’s Pandanus.

## Répartition et habitat
Martellidendron hornei est une espèce endémique des Seychelles. Elle était autrefois commune sur toutes les îles granitiques. Dans les vallées et sur les pentes humides, elle occupait une place prépondérante dans les forêts d'origine. Elle est actuellement menacée par la perte de son habitat et par des espèces exotiques envahissantes comme Falcataria falcata.

## Statut de conservation
Martellidendron hornei a été récemment évalué pour la Liste rouge des espèces menacées de l'UICN en 2007. Martellidendron hornei est classé comme vulnérable selon les critères A2c ; D2.

## Systématique
Le nom correct complet (avec auteur) de ce taxon est Martellidendron hornei (Balf.f.) Callm. (d) & Chassot (d).
L'espèce a été initialement classée dans le genre Pandanus sous le basionyme Pandanus hornei Balf.f..
Martellidendron hornei a pour synonyme :
- Pandanus hornei Balf.f.